# Záborie
Záborie je obec na Slovensku v okrese Martin ležící na úpatí Velké Fatry.

## Historie
První písemná zmínka o obci pochází z roku 1263.

## Geografie
Obec se nachází v nadmořské výšce 489 metrů a rozkládá na ploše 5,195 km². K 31. prosinci roku 2017 žilo v obci 165 obyvatel.

## Osobnosti
- Jonáš Záborský (3. únor 1812, Záborie – 23. leden 1876, Župčany) - slovenský básník, prozaik, dramatik, novinář a historik.